# Cerro la Cruz
Cerro la Cruz är en ort i Mexiko.   Den ligger i kommunen Santa María Tonameca och delstaten Oaxaca, i den sydöstra delen av landet, 500 km sydost om huvudstaden Mexico City. Cerro la Cruz ligger 22 meter över havet och antalet invånare är 212.
Terrängen runt Cerro la Cruz är platt söderut, men norrut är den kuperad. Havet är nära Cerro la Cruz söderut. Runt Cerro la Cruz är det ganska glesbefolkat, med 45 invånare per kvadratkilometer. Närmaste större samhälle är San Juanito o la Botija, 5,1 km nordväst om Cerro la Cruz. Omgivningarna runt Cerro la Cruz är en mosaik av jordbruksmark och naturlig växtlighet.